# Kay Schrøder
Kay Schrøder (født 1. juli 1877 i København, død 25. april 1949 i København) var en dansk arkitekt, embedsmand og fægter.

## Arkitektkarriere
Schrøder var søn af arkitekt Johan Schrøder og Ida Gustava Glahn og havde således ikke arkitekturinteressen fra fremmede. Han blev student 1896 og tog to år senere filosofikum, blev dimitteret fra Teknisk Skole og gik på Kunstakademiets Arkitektskole fra september 1899 indtil afgang maj 1907. Undervejs var han ansat hos Gotfred Tvede, Anton Rosen, Hans J. Holm og Nicolai Hansen. Han var konduktør for Vilhelm Ahlmann ved restaureringen af Sæby Kirke. 
Fra 1907 drev han egen tegnestue og i 1909 blev han ansat som bygningsassistent i Københavns Kommunes 5. bygningsinspektorat, hvor han kom til at lægge sit virke i årene 1925-47 som bygningsinspektør og agtet og vellidt embedsmand. Hans gennembrudsværk var Nivå Kirke (1909-10), som han fik i opdrag af Johannes Hage, men hans private praksis omfattede primært private villaer. Faderen havde etableret forbindelsen til godsejerfamilien Hage, da han tegnede Nivaagaards Malerisamlings bygning i 1903.
Han var tillige vurderingsmand til ejendomsskyld 1926 og medlem af Akademisk Arkitektforenings retsudvalg 1931-37. 
Han modtog K.A. Larssens Legat 1914, 1916-17, 1918, 1921, som han anvendte til udlandsrejser i Europa, og erindringsmedalje i bronze og diplom for deltagelse i De olympiske Lege i Paris 1924.
Han er begravet på Nivå Kirkegård.

## Sport
Schrøder dyrkede fægtning og stillede op for Københavns Fægteklub. Han deltog i fægtning ved OL 1920 i Antwerpen, hvor han stillede op i fleuret og kårde. I den individuelle fleuretkonkurrence tabte han alle sine otte kampe og var dermed ude. I kårde vandt han tre kampe, men det var ikke nok til at gå videre fra den indledende runde. Han var desuden med på det danske fleurethold, der blev nummer to i sin indledende pulje, hvilket gav kvalifikation til slutrunden. Her tabte Danmark tre kampe og vandt blot én, hvilket resulterede i en samlet fjerdeplads.

## Værker
- Nivå Kirke (1909-10)
- Sireköpinge Hovedgård, Skåne (1912)
- Villa Sommer, Gammel Strandvej 35, Humlebæk (1915-16)
- Horwitz' og Kattentids Cigarfabrik, Kigkurren 6-8, Islands Brygge, København (1915-17)
- Villa for billedhugger Holger Wederkinch, Dronning Louises Vej 7, Charlottenlund (1918-19)
- Talrige villaer og landbygninger, bl.a. i Hornbæk, Asserbo, Frederiksværk, Nærum, Vanløse og Gentofte
- Sølv- og bronzemedaljer og plaketter, bl.a. plakette for Fédération international d'escrime (1922, 1. præmie)
- Blomster- og landskabsmalerier